# Nevtralino
Nevtralino (oznaka {\displaystyle {\tilde {\chi }}_{1}^{0},\ldots ,{\tilde {\chi }}_{4}^{0}}, včasih ga označujemo tudi z {\displaystyle N_{1}^{0}\,},…) je superpartner nevtralnega bozona. Predvideva ga supersimetrija. Je sestavni del  Minimalnega supersimetričnega standardnega modela. Pripada fermionom (je Majoranov fermion).
Nastopa v štirih oblikah, ki so mešanica delcev bino in wino ter higgsino.
Nevtralino je kandidat za temno snov v vesolju.